# Tossa (Fluss)
Der Fluss Tossa (Riera de Tossa) entspringt im Massiv der Cadiretes, fließt durch die spanische Autonome Gemeinschaft Katalonien und mündet bei Tossa de Mar ins Meer. Während der Fluss in den Sommermonaten im Stadtgebiet überwiegend trockenfällt, ist er nach Regenfällen ein reißender Fluss.
Nach einigen Kilometern durch die Wälder des Küstengebirges, des Massís de l’Ardenya, erreicht der Fluss das Tal von Tossa, das auch landwirtschaftlich genutzt wird. Der Fluss verläuft nun parallel der Straße GI-681 von Tossa nach Llagostera. 2 Kilometer vor dem Ortseingang nach Tossa fließt der Fluss an der Ferienanlage Sant Eloy vorbei, die als mittelalterliche Burg gestaltet ist.
600 Meter vor der Stadt fließt der Fluss durch den Parc de Sa Riera. Dieser 1998 geschaffene Park mit einer Fläche von 15.000 Quadratmeter dient der touristischen Erschließung der Brachflächen, die neben der Wasseraufbereitungsanlage der Stadt lagen. Die Modernisierung der Wasseraufbereitungsanlage führte dazu, dass der Fluss seitdem im Gebiet des Parks auch in den Sommermonaten nicht trockenfällt. Dadurch wurde der Park ökologisch aufgewertet und bietet nun auch ein Habitat für Wasservögel und Tiere.
Der Umbau wurde verbunden mit der Schaffung eines Picknickplatzes mit Bänken und einem Fitnessbereich, die verschiedene sportlichen Übungen ermöglicht.
In der Folge fließt der Fluss am städtischen Hallenbad und den Sportanlagen der Stadt vorbei. Im Stadtgebiet folgt der Fluss der Avinguda de Cataluniya, der Hauptachse der Stadt. Mit dem Erreichen des Hauptstrandes ändert der Fluss seine Richtung. Statt direkt die letzten Meter bis zum Meer zurückzulegen, biegt er ab und fließt parallel der Strandpromenade, bis er sich unterhalb der Stadtmauer ins Meer ergießt.
Im Bereich der Kernstadt bestehen nur noch Fußgängerbrücken über den Fluss. Zwei Straßenquerungen sind als Furten ausgelegt und gesperrt, wenn der Fluss Wasser führt.
Die stark wechselnden Wasserstände erfordern Hochwasservorkehrungen der Anlieger. Eine Reihe von Geschäftseingängen in Flussnähe werden daher regelmäßig in der Wintersaison teilweise zugemauert, um ein Eindringen von Wasser zu verhindern. Die Erosion im Bereich des Strandes führt zum regelmäßigen Bedarf der Aufarbeitung des Hauptstrandes durch die Kommune.

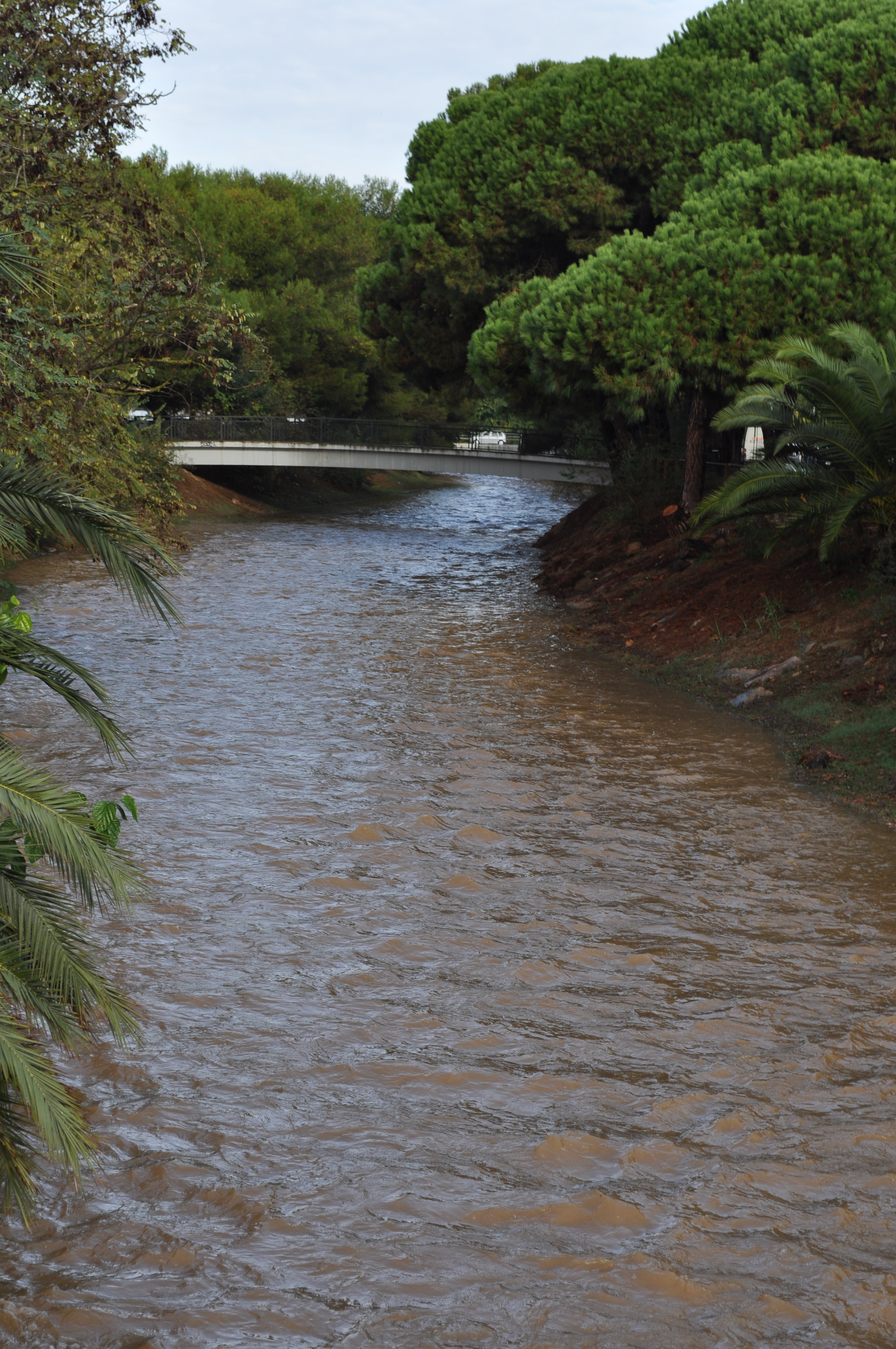
Verlauf an der Avinguda de Cataluniya
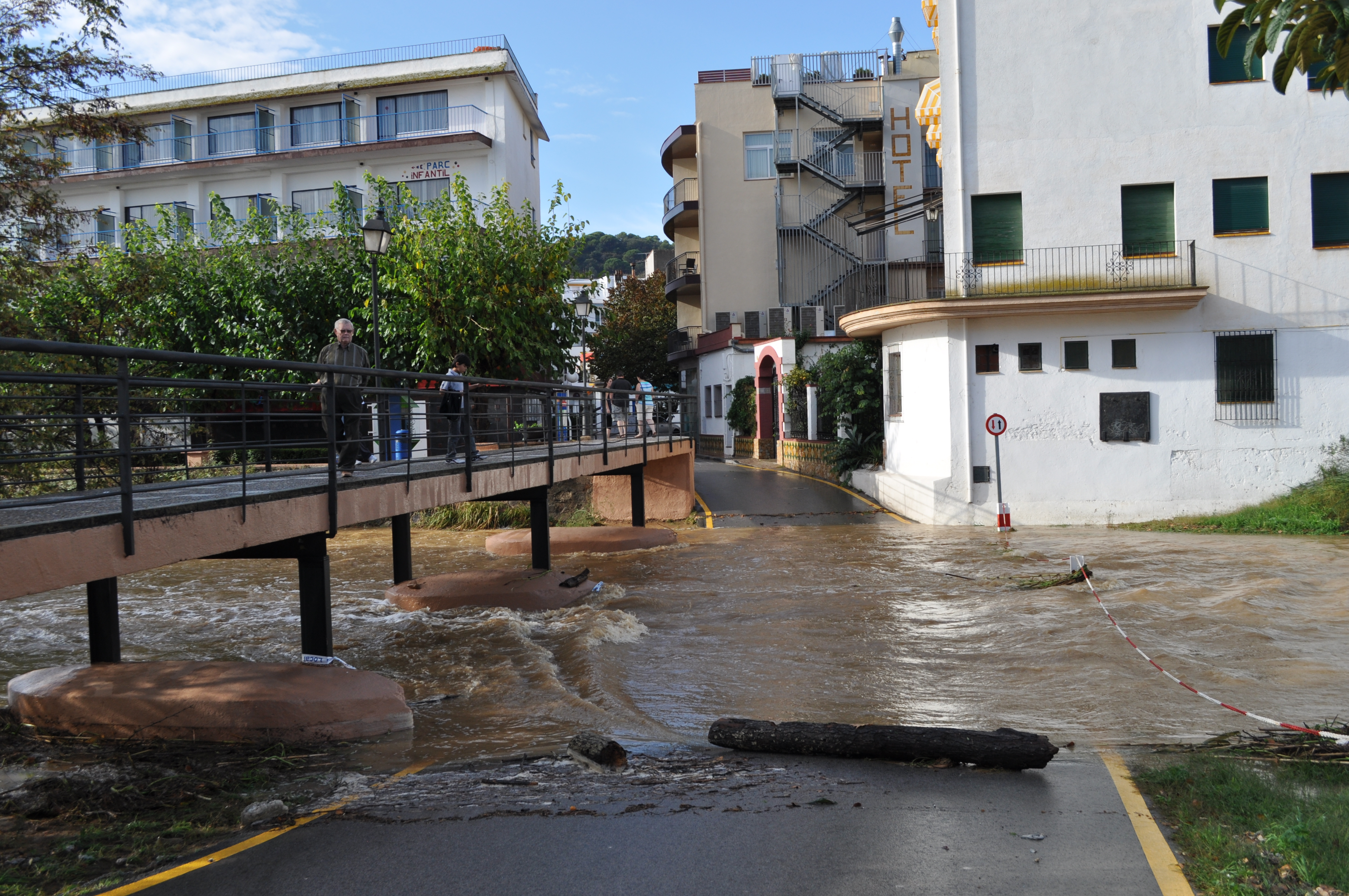
Furt in der Innenstadt
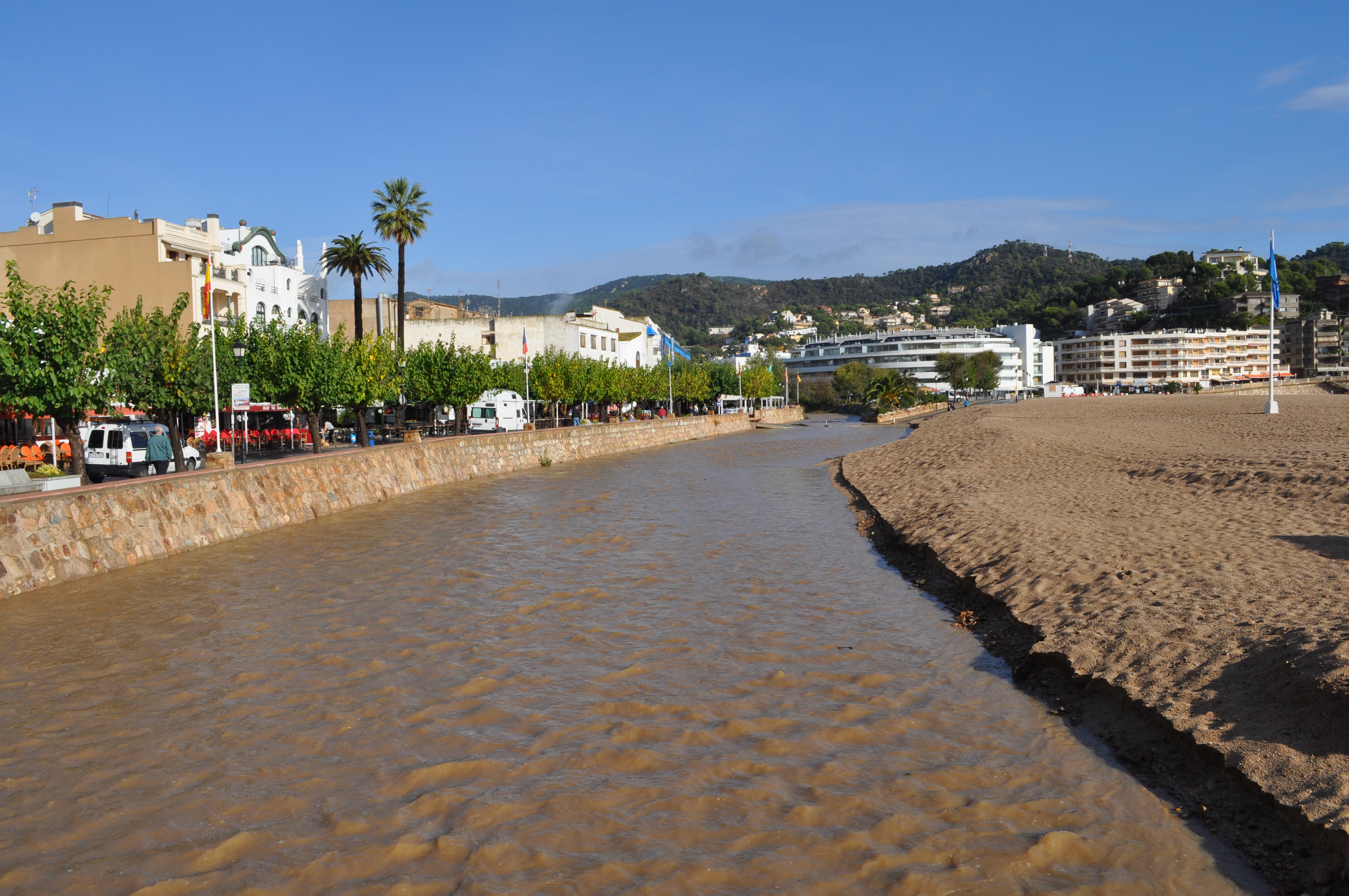
Verlauf vor der Strandpromenade
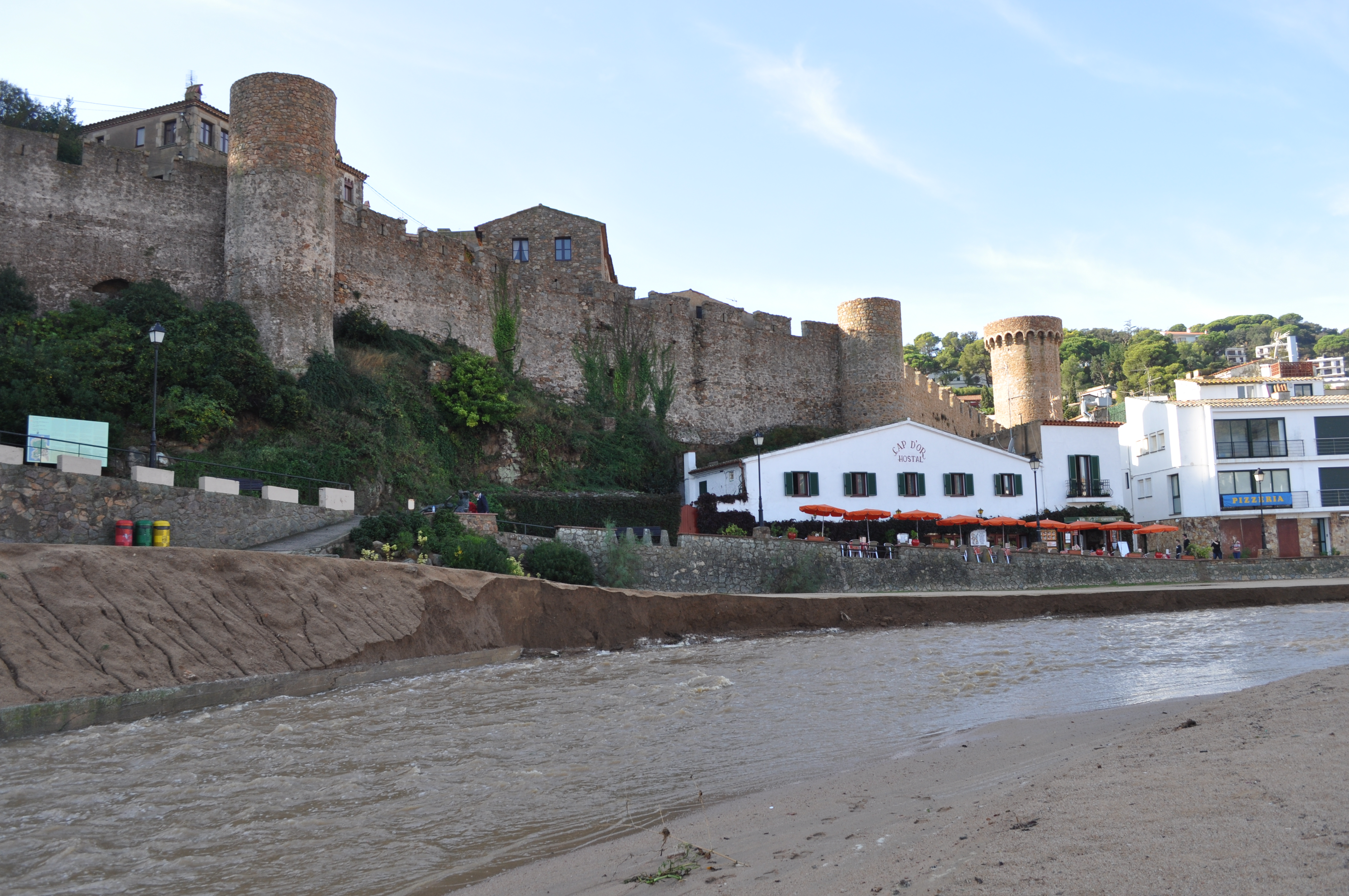
Fluss vor der Burg